# Black Box (programma televisivo)
Black Box era un programma televisivo italiano, trasmesso da MTV a partire dal 4 febbraio 2008.
Condotto dal VJ Francesco Mandelli, è una sorta di mezzo col quale chi decide di parteciparvi può svelare dei segreti della propria vita. In ogni puntata viene raccontata una storia diversa, basata su fatti realmente accaduti e interpretata dalle stesse persone che li hanno vissuti. Storie serie, con significati complicati si alternano a storie più semplici e divertenti.
Rimane sempre comunque abbastanza difficile capirne il senso perché vengono lasciate molte zone d'ombra, misteri e segreti che potranno essere svelati solo se a fine puntata si va sul sito di MTV: "Tutte le Verità" (così si chiama infatti il finale esclusivo per il web) svela infatti i retroscena dell'episodio che hai appena visto, facendoti vedere ciò che il protagonista ha detto dentro la Black Box.

## Il programma
All'inizio della puntata c'è la presentazione della storia, che avviene quando il protagonista lascia un messaggio nella segreteria di Black Box. Successivamente viene rivelato anche il titolo della storia che sta per iniziare.
La Black Box è rappresentata da un cubo di Rubik totalmente nero su tutte le facce.
Lungo la puntata Mandelli ogni tanto compare per fare il resoconto di ciò che è successo fino a quel momento, per intrattenere oppure anche per moltiplicare i dubbi che ci sono sorti. Nella fiction Francesco compare solo per gli spettatori, mentre per chi vi recita resta invisibile.
Al termine della puntata il Nongio riceve il protagonista della storia davanti alla Black Box, posizionata sempre in un luogo della città dove si è svolta la vicenda, e prima di farlo entrare gli pone qualche domanda, ma proprio tutta la verità si potrà solo sapere una volta entrati dentro.
La storia è divisa in capitoli, ognuno con un titolo diverso.
La sigla è The Kill (Bury Me) dei Thirty Seconds to Mars.